# Cronica Bisericii Catolice din Lituania
Cronica Bisericii Catolice din Lituania (în lituaniană Lietuvos katalikų bažnyčios kronika sau LKB kronika) a fost cea mai cunoscută publicație periodică samizdat din RSS Lituaniană, cu cea mai îndelungată perioadă de publicare. Urmând exemplul Cronicii actualităților⁠(d) din RSFSR, Cronica lituaniană a fost publicată de preoți și călugări catolici între 19 martie 1972 și 19 martie 1989, într-un total de 81 de numere. Se concentra pe represiunile împotriva catolicilor din Lituania, dar a descris și alte încălcări ale drepturilor omului în Uniunea Sovietică⁠(d). Unele din rapoartele sale erau preluate în Cronica actualităților din Moscova, dar și viceversa.
Cronica a inspirat fondarea Cronicii Bisericii Catolice din Ucraina, publicată din 1984 până în 1987 de Biserica Greco-Catolică Ucraineană.

## Colaboratori și editori
Redactorii și autorii articolelor erau în mod regulat interogați, arestați și întemnițați de KGB; printre aceștia se numără și fondatorul Sigitas Tamkevičius⁠(d). Între 1973 și 1983 au fost arestate în total 17 persoane (2 preoți, 4 călugărițe și 11 laici).
După arestarea lui Tamkevičius în 1983, Cronica a fost editată de Jonas Boruta. Alți scriitori și colaboratori au fost: Petras Plumpa, Nijolė Sadūnaitė⁠(d), Gerarda Elena Šuliauskaitė, Bernadeta Mališkaitė, Kazimieras Ambrasas. Textele erau de obicei pesimiste și reflectau mentalitatea de asediu⁠(d) caracteristică URSS-ului pe timpul Războiului rece.

## Tiraj
Cronica era reprodusă la mașina de scris și copiată cu fotocopiatoare artizanale. Astfel, tirajul inițial a fost de doar aproximativ 100-300 de exemplare.
Cu ajutorul dizidenților ruși (Serghei Kovalev, Gleb Iakunin⁠(d) și alții) și al vizitatorilor occidentali (care acceptau să ascundă Cronica în bagajele lor), copii ale Cronicii au fost introduse ilegal peste Cortina de fier. În Statele Unite, Cronica a fost tradusă și publicată de diferite organizații lituano-americane⁠(d). Textele au fost citite și la: Radio Vatican, Vocea Americii, Radio Europa Liberă.

## Moștenire și comemorare
În 2021, UNESCO a introdus Cronica în Registrul Memoria Lumii.
În 2022, la aniversarea a 50 de ani de la prima publicare, Parlamentul Lituaniei a nominalizat Cronica la Premiul pentru libertate. Cu aceeași ocazie, Poșta lituaniană a lansat un timbru comemorativ.